# Borstel (Holstein)
Borstel ist eine Gemeinde im Kreis Segeberg in Schleswig-Holstein. Sie liegt in einer dicht bewaldeten Umgebung. Sie ist nicht zu verwechseln mit dem 1927 eingemeindeten Ortsteil Borstel der Gemeinde Sülfeld im gleichen Kreis. Borstel liegt beidseitig der Bahnstrecke Hamburg-Altona–Kiel zwischen Brokstedt im Norden, Hagen im Osten, Quarnstedt im Süden und Störkathen im Westen. Die Gemeinde ist fast vollständig vom Kreis Steinburg umgeben.

## Geschichte
Die erste urkundliche Erwähnung von Borstel erfolgte 1520. Borstel setzt sich zusammen aus „bur“ wie „Wohnstätte“ und „stall“ wie „Stelle“. Der Ortsname könnte auf eine Wüstung hinweisen.

## Politik

### Gemeindevertretung
Bei der Kommunalwahl 2023 errang die Kommunale Wählervereinigung Borstel erneut alle sieben Sitze in der Gemeindevertretung. Die Wahlbeteiligung betrug 65,8 Prozent.

### Wappen
Blasonierung: „In Grün einen nach Art eines romanischen Rundbogenfensters ausgezogenen goldenen Hügel, darin ein rotes Fachwerkhaus, darunter eine Stechpalme (Ilex aquifolium) mit drei grünen Blättern und fünf roten Früchten.“

## Partnergemeinde
Borstel unterhält eine Gemeindepartnerschaft mit Schlemin in Mecklenburg-Vorpommern.

## Wirtschaft
Die Gemeinde ist überwiegend landwirtschaftlich geprägt, es gibt jedoch auch Berufspendler, vor allem nach Itzehoe, Bad Bramstedt und Hamburg.

## Bekannte Borsteler
- Theodor Rehbenitz (1791–1861), geboren in Borstel, deutscher Maler.
- Karsten Huck (* 1945) hat bei den Olympischen Spielen in Seoul 1988 die Bronzemedaille im Springreiten gewonnen.
- Bernhard Achterberg (1945–1998), Psychologe.